# Портрет дівчини в хутрі (Тіціан)
«Портрет дівчини в хутрі» (італ. Ritratto di fanciulla in pelliccia) — картина венеціанського живописця Тіціана. Створена приблизно у 1535 році. Зберігається у колекції Музею історії мистецтв у Відні (інв. №GG 89).

## Опис
Картина походить з Іспанії звідки перейшла у володіння короля Англії Карла I; у володінні Габсбургів з 1651 року.
Характерний портрет куртизанки, яка слугувала Тіціану моделлю для інших робіт; Пітер Пауль Рубенс створив копію цього полотна.